# شهرستان کانیون (آیداهو)
شهرستان کانیون، آیداهو (به انگلیسی: Canyon County, Idaho) یک سکونت‌گاه مسکونی در ایالات متحده آمریکا است که در آیداهو واقع شده‌است.

## خصوصیات
شهرستان کانیون ۱٬۵۶۴٫۳۶ کیلومترمربع مساحت دارد.